# Golpe de Estado en Mauritania de 1979
El golpe de Estado mauritano de 1979 fue un golpe militar en Mauritania que tuvo lugar el 6 de abril de 1979. El golpe fue dirigido por el coronel Ahmed Ould Bouceif y el coronel Mohamed Khouna Ould Haidalla, quienes arrebataron el poder al presidente, el coronel Mustafa Ould Salek, y a la Comité Militar para la Recuperación Nacional (CMRN), la junta militar gobernante, creada después de un golpe anterior en 1978.
El golpe tuvo como resultado la destitución del CMRN y la formación del Comité Militar para la Salvación Nacional (CMSN), de 24 miembros, una nueva junta inicialmente bajo la presidencia de Salek como testaferro, hasta su dimisión el 3 de junio. Le sucedió el teniente coronel Mohamed Mahmoud Ould Louly. Bouceif fue nombrado primer ministro y sirvió hasta su muerte en un accidente aéreo en Senegal el 27 de mayo. Fue sucedido por Haidalla el 31 de mayo.